# Rosa Tudor

Una rosa Tudor è una combinazione della rosa rossa dei Lancaster e della rosa bianca degli York.

La rosa Tudor o rosa dei Tudor (Tudor rose, talvolta definita rosa dell'unione o union rose) è un emblema araldico tradizionale dell'Inghilterra che trae origine e nome dalla famiglia dei Tudor che riunì le casate degli York e dei Lancaster. La rosa Tudor è composta di cinque petali interni bianchi che rappresentano la casata degli York e cinque petali rossi esterni che rappresentano quella dei Lancaster nonché la superiorità di quest'ultima alla prima famiglia.

## Origini
Quando Enrico VII prese la corona d'Inghilterra da Riccardo III in battaglia (1485), questo portò alla fine della lunga ed estenuante "guerra delle due rose" tra la famiglia dei Lancaster (che avevano per simbolo una rosa rossa) e quella degli York (che avevano per simbolo una rosa bianca). Il padre di Enrico era Edmund Tudor dei conti di Richmond (per parte di madre), dal momento che sua madre era Margaret Beaufort della casata dei Lancaster; nel gennaio del 1486 questi sposò Elisabetta di York per riunire finalmente le due famiglie ed evitare future contese. La giustapposizione della rosa bianca e della rosa rossa come simboli araldici si deve proprio alla figura di Enrico VII. Lo storico Thomas Penn ha scritto a tal proposito:
Col suo matrimonio, Enrico VII adottò la rosa Tudor come simbolo congiungendo la rosa bianca degli York con quella rossa dei Lancaster. La rosa Tudor è occasionalmente stata anche inquartata o ripartita in palo coi colori rosso e bianco. Più spesso, la rosa Tudor è raffigurata come doppia rosa, bianca e rossa, descritta nel colore come "propria" dal momento che in natura non esiste una rosa con entrambi i colori così ripartiti nello stesso fiore.

### Usi storici
Enrico VII fu sempre riservato nell'uso della rosa Tudor, preferendo ancora utilizzare la rosa dei Lancaster, la casata a cui egli stesso apparteneva. Fu il suo successore Enrico VIII, discendente legittimo di entrambe le case, a utilizzarla con maggior frequenza.

Quando Arturo, principe di Galles, morì nel 1502, la sua tomba nella cattedrale di Worcester venne decorata con entrambe le rose per ribadire la sua discendenza da entrambe le casate dei Lancaster e degli York.

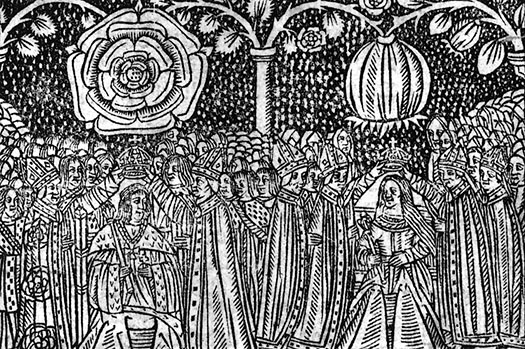
Xilografia del XVII secolo che mostra l'incoronazione di Enrico VIII e di Caterina d'Aragona coi rispettivi simboli araldici: la rosa Tudor e una melagrana

Durante il suo regno, Enrico VIII fece ridipingere la leggendaria "Tavola rotonda" (che egli credeva genuina) al castello di Winchester. Il nuovo schema pittorico includeva la rosa Tudor al centro. Prima di questo esempio, già suo padre Enrico VII aveva fatto costruire una cappella per sé nell'abbazia di Westminster (e poi usata come luogo per la sua tomba) e la fece decorare con la rosa dei Tudor e col simbolo del Beaufort portcullis, una forma di propaganda per definire i suoi diritti al trono.
Il simbolo della rosa Tudor può apparire anche coronato, in particolare se usato come simbolo del sovrano; il simbolo si trova anche in un ritratto eseguito da Nicholas Hilliard di Elisabetta I e dal 5 novembre 1800 venne approvato come emblema floreale ufficiale dell'Inghilterra.
La rosa Tudor può trovarsi anche "dimezzata", ovvero tagliata a metà e combinata con un altro emblema. Il Westminster Tournament Roll include le insegne di Enrico VIII e della sua prima moglie Caterina d'Aragona con una rosa Tudor dimezzata e congiunta con l'insegna personale di Caterina, una melagrana; la figlia della coppia, Maria I, utilizzò il medesimo simbolo. Con la sua ascesa al trono, Giacomo I d'Inghilterra (Giacomo VI di Scozia) utilizzò un simbolo personale composto dalla rosa dei Tudor dimezzata e combinata con il cardo scozzese, il tutto sormontato dalla corona reale.

### Usi contemporanei
La rosa Tudor coronata è utilizzata oggi come simbolo ufficiale dell'Inghilterra, come la Scozia usa il cardo, il Galles il porro e l'Irlanda il quadrifoglio. Essa si può vedere ad esempio nelle insegne delle uniformi degli Yeomen Warders della Torre di Londra o degli Yeomen of the Guard. Essa compariva anche nella moneta da 20 pence coniata dal 1982 al 2008 nonché nello stemma reale del Regno Unito. Si trova anche nello stemma del Canada.
La rosa Tudor è parte del simbolo da elmetto dell'Intelligence Corps del British Army. È anche utilizzata monocromaticamente come simbolo dell'English Tourist Board. e come parte del simbolo della Corte Suprema del Regno Unito. Dieci rose Tudor sono utilizzate sullo stemma del squadrone nazionale di calcio dell'Inghilterra.
La rosa Tudor è utilizzata come emblema dal Nautical Training Corps, ma anche come stemma araldico di diverse città tra cui ad esempio Sutton Coldfield, avendo ottenuto lo status di città reale da parte di Enrico VIII. Il quartiere dei Queens a New York utilizza la rosa Tudor come proprio emblema e bandiera.
La rosa Tudor venne utilizzata anche nello stemma dei conti di Schaumburg-Lippe. In questo caso, in realtà, si tratterebbe di una Rosa di Lippe (Lippische Rose).
La città di York nel Carolina del Sud è soprannominata "La città della rosa bianca", mentre la vicina città di Lancaster nel Carolina del Sud è detta "La città della rosa rossa".

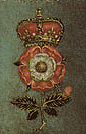
La rosa Tudor "coronata" dal Ritratto Pelican di Elisabetta I d'Inghilterra
Insegna attuale degli Yeomen of the Guard
Emblema della rosa Tudor, utilizzato da ogni monarca inglese successivo a Enrico VII
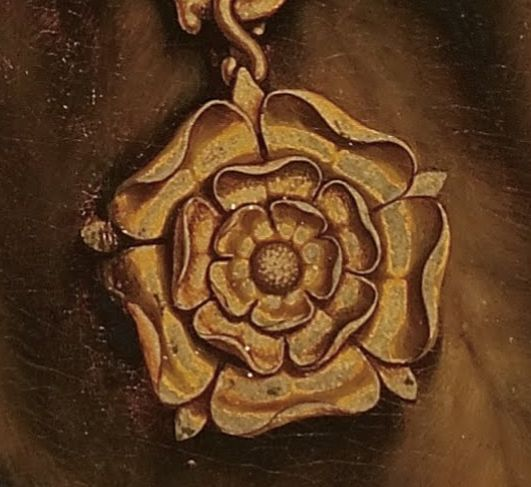
La rosa Tudor nella collana cerimoniale presente nel ritratto di Sir Thomas More dipinto da Hans Holbein il Giovane